# Brdo, Šmohor - Preseško jezero
Brdo (nemško Egg) je naselje občine Šmohor - Preseško jezero v okraju Šmohor na Koroškem v Avstriji.